# Aculus mansoni
Aculus mansoni är en spindeldjursart som beskrevs av Amrine och Stasny 1994. Aculus mansoni ingår i släktet Aculus och familjen Eriophyidae. Inga underarter finns listade i Catalogue of Life.